# Alekszandr Andrejevics Szaharov
Alekszandr Andrejevics Szaharov /eszperantó: Aleksandr Andrejeviĉ Saĥarov, orosz: Александр Андреевич Сахаров/ (Кудеиха, 1865. április 19. – Moszkva, 1942.) orosz eszperantista, tanár, tankönyvíró, szótárszerkesztő.

## Életútja
1885-ben elvégezte a szimbirszki klasszikus gimnáziumot. Ugyanezen év augusztusában Szaharov a Kazany Egyetem Matematikai Karának hallgatója lett. 1887-ben részt vett egy diáksztrájkban (amelyben Lenin is részt vett), és megkapta a "politikailag nem megbízható állampolgár"  titulust, ami gátolta, hogy tanár legyen. 1890-ben végzett az egyetemen, és 1891-ig állást keresett. 1891-ben véletlenül kancellári állást kapott a szimbirszki Kazennaya Palata pénzintézetben. 1893-ban Ardatov város pénzügyi felügyelőjévé nevezték ki. 1903-ban Szaharov eszperantóról szóló levelet kapott egyetemi barátjától, Szergej F. Polanszkijtól, aki szobatársa volt az egyetemen. Ez volt az első kapcsolata az eszperantóval. 42 évesen Szaharov otthagyta a meglehetősen jól fizető állását, és úgy döntött, hogy teljes egészében az eszperantónak szenteli életét.

### Érdekes tények
- Sz. sokat dolgozott együtt és levelezett Zamenhoffal
- Szaharov megalapította és szerkesztette a La Ondo de Esperanto című újságot (1909-1917). Könyvtárát a Moszkvai Idegennyelvű Könyvtárnak adományozta.

## Fordítás
- Ez a szócikk részben vagy egészben  az   Aleksandr Andrejeviĉ Saĥarov című eszperantó Wikipédia-szócikk ezen változatának fordításán alapul.  Az eredeti cikk szerkesztőit annak laptörténete sorolja fel. Ez a jelzés csupán a megfogalmazás eredetét és a szerzői jogokat jelzi, nem szolgál a cikkben szereplő információk forrásmegjelöléseként.